# The Young Gods
The Young Gods – szwajcarski zespół industrialny założony w 1985 roku z inicjatywy Franza Treichlera.

## Muzycy

### Obecny skład zespołu
- Franz Treichler (vel Franz Muse) – śpiew, gitara
- Alain Monod (vel Al Comet) – klawisze, samplery, loopy
- Bernard Trontin – perkusja

### Byli członkowie zespołu
- Cesare Pizzi – samplery, loopy
- Patrice Bagnoud (Frank Bagnoud) – perkusja
- Urs "Üse" Hiestand – perkusja

## Dyskografia
- The Young Gods (1987)
- L'Eau Rouge (1989)
- Play Kurt Weill (1991)
- T.V. Sky (1992)
- Live Sky Tour (1993)
- Only Heaven (1995)
- Heaven Deconstruction (1996)
- Second Nature (2000)
- Live Noumatrouff, 1997 (2001)
- Six Dew Points (2002) - Nie przeznaczony do sprzedaży
- Music for Artificial Clouds (2004)
- XXY (2005) - CD1 - Best of, CD 2 zawiera stare remiksy, wątki koncertowe oraz covery
- Super Ready / Fragmente (2007)
- Knock On Wood - The Acoustic Sessions (2008) - akustyczne wersje wybranych utworów grupy.
- Everybody Knows  (2010)
- Data Mirage Tangram  (2019)